# Acanthastrea maxima
Acanthastrea maxima is een rifkoralensoort uit de familie van de Mussidae. De wetenschappelijke naam van de soort is voor het eerst geldig gepubliceerd in 1988 door Sheppard & Salm.